# Junji Ito Maniac: Japanese Tales of the Macabre
Junji Ito Maniac: Japanese Tales of the Macabre (jap. Titel: 伊藤潤二『マニアック』) ist eine Anime-Serie aus dem Jahr 2023. Sie basiert auf den Werken des japanischen Mangaka Junji Itō.

## Handlung
Die Serie erzählt insgesamt 20 Horror-Geschichten basierend auf den Vorlagen von Junji Itō. Darunter sind Werke wie Tomie, Souichi und The Hanging Balloons.

## Produktion und Veröffentlichung
Der Anime wurde von Studio Deen produziert. Das Unternehmen war bereits an weiteren Adaptionen der Werke Itōs beteiligt. Regie in den 12 Episoden von Staffel 1 führte Shinobu Tagashira. Das Drehbuch stammt von Kaoru Sawada. Das Charakterdesign entwarf Shinobu Tagashira und für die künstlerische Leitung war Masakazu Miyake zuständig. Die Tonarbeiten leitete Hozumi Gōda und für die Kameraführung war Kesami Taniuchi zuständig.
Am 19. Januar 2023 wurde Junji It o Maniac weltweit beim Streamingdienst Netflix veröffentlicht.

## Episodenliste
| Nummer (Staffel) | Deutscher Titel                                  | Originaltitel (japanisch) |
| ---------------- | ------------------------------------------------ | ------------------------- |
| 1                | Die seltsame Geschichte der Hikizuri-Geschwister | 怪奇ひきずり兄弟 降霊会   |
| 2                | Die Geschichte des mysteriösen Tunnels           | トンネル奇譚              |
| 2                | Der Eiswagen                                     | アイスクリームバス        |
| 3                | Hängende Köpfe                                   | 首吊り気球                |
| 4                | Vier x vier Wände                                | 四重壁の部屋              |
| 4                | Der Unterschlupf des Sandmanns                   | 睡魔の部屋                |
| 5                | Eindringling                                     | 侵入者                    |
| 5                | Langes Haar auf dem Dachboden                    | 屋根裏の長い髪            |
| 6                | Schimmel                                         | 黴                        |
| 6                | Vision in der Bibliothek                         | 蔵書幻影                  |
| 7                | Stadt der Gräber                                 | 墓標の町                  |
| 8                | Schichten des Schreckens                         | 恐怖の重層                |
| 8                | Das Ding, das an Land gespült wurde              | 漂着物                    |
| 9                | Tomie・Foto                                      | 富江・写真                |
| 10               | Das unerträgliche Labyrinth                      | 耐えがたい迷路            |
| 10               | Der Fiesling                                     | いじめっ娘                |
| 11               | Die Gasse                                        | 路地裏                    |
| 11               | Die kopflose Statue                              | 首のない彫刻              |
| 12               | Die flüsternde Frau                              | 耳擦りする女              |
| 12               | Soichis geliebtes Haustier                       | 双一の愛玩動物            |

## Synchronisation
Die deutsche Synchronfassung entstand bei VSI Synchron in Berlin unter der Regie von Patrick Keller. Die Dialogbücher schrieben Anett Ecklebe, Manuel Chillagano und Lars Waltl.
| Rolle              | Japanischer Sprecher | Deutscher Sprecher        |
| ------------------ | -------------------- | ------------------------- |
| Hitoshi Hikizuri   | Ayaka Asai           | Tom Ferenc                |
| Kazuya Hikizuri    | Takahiro Sakurai     | René Dawn-Claude          |
| Kinako Hikizuri    | Romi Park            | Nora Kunzendorf           |
| Misako Hikizuri    | Tomoko Kaneda        | Moira May                 |
| Narumi Hikizuri    | Risa Shimizu         | Muriel Bielenberg         |
| Shigorō Hikizuri   | Hajime Iijima        | Tino Kießling             |
| Gorō               | Shun Horie           | Vincent Borko             |
| Koyama             | Risa Mizuno          | Damineh Hojat             |
| Mari               | Tomomi Mineuchi      | Valentina Bonalana        |
| Sonohara           | Ryōtarō Okiayu       | Ulrich Blöcher            |
| Tomoki             | Sara Matsumoto       | Magdalena Höfner          |
| Eismann            | Takatsugu Chikamatsu | Maximilian Artajo         |
| Kazuko Morinaka    | Riho Sugiyama        | Rieke Werner              |
| Shin'ya Shiraishi  | Daisuke Kishio       | Patrick Baehr             |
| Yosuke             | Masaya Wada          | Tobias John von Freyend   |
| Kōichi Tsujii      | Yoshimasa Hosoya     | Vincent Fallow            |
| Mari Igarashi      | Junko Oka            | Lisa May-Mitsching        |
| Sayuri Tsujii      | Yuka Saitō           | Paulina Bachmann          |
| Sōichi Tsujii      | Yūji Mitsuya         | Sebastian Fitzner         |
| Tagaisu            | Yutaka Aoyama        | Sebastian Christoph Jacob |
| Yūji Hirano        | Shūhei Sakaguchi     | Nic Romm                  |
| Chiemi Amano       | Youko Hikasa         | Franziska Trunte          |
| Eri Amano          | Sayaka Senbongi      | Kristina Tietz            |
| Hiratsuka          | Tadashi Mutō         | Tim Knauer                |
| Koizumi            | Shouya Tamano        | Oscar Räuker              |
| Tōru Oshikiri      | Hiro Shimono         | Domenic Redl              |
| Akasaka            | Daisuke Hirakawa     | Florian Clyde             |
| Gorō Shirasaki     | Yūki Kaji            | Konrad Bösherz            |
| Kouko              | Tomoe Hanba          | Maria Hönig               |
| Seiji              | Kōsuke Okano         | Toni Michael Sattler      |
| Shimao Rogi        | Ken Uo               | Hanns Jörg Krumpholz      |
| Izumi Murakami     | Aya Uchida           | Daniela Molina            |
| Kaoru Yoshikawa    | Mao Ichimichi        | Lena Schmidtke            |
| Tsuyoshi Yoshikawa | Ryouhei Kimura       | Patrick Keller            |
| Kai Hirohara       | Kaito Ishikawa       | Michael Ernst             |
| Mie                | Yūko Kobayashi       | Jill Böttcher             |
| Mutter             | Mina Kobayashi       | Claudia Urbschat-Mingues  |
| Narumi             | Romi Park            | Nora Kunzendorf           |
| Reimi              | Lynn                 | Josephine Martz           |
| Kimata             | Hiroyuki Yoshino     | Philipp Lind              |
| Taichi             | Tomokazu Sugita      | Nick Forsberg             |
| Tomie Kawakami     | Rie Suegara          | Alice Bauer               |
| Tsukiko Izumisawa  | Yumiri Hanamori      | Franciska Friede          |
| Yamazaki           | Taku Yashiro         | Constantin von Jascheroff |
| Kuriko             | Natsumi Takamori     | Jana Dunja Gries          |
| Noriko             | Yū Shimamura         | Clara Drews               |
| Sayako             | Hisako Kanemoto      | Emilia Raschewski         |
| Ishida             | Yūto Suzuki          | Marco Eßer                |
| Masami             | Ayaka Asai           | Johanna Schmoll           |
| Rumi               | Fumiko Orikasa       | Jamie Lee Blank           |
| Shimada            | Takashi Kondou       | Flemming Stein            |
| Shinobu Uchiyama   | Seiko Ueda           | Yamuna Kemmerling         |
| Mayumi Santō       | Shōko Nakagawa       | Özge Kayalar              |
| Mitsu Uchida       | Mie Sonozaki         | Rubina Nath               |

## Musik
Die musikalische Gestaltung des Anime übernahm Yūki Hayashi. Das Titellied Paranoid wurde von der Boyband Madkid interpretiert, während das Stück Iu Toori von der japanischen Rock-Band JYOCHO stammt.
Der Original-Soundtrack zu Junji It o Maniac wurde am 2. August 2023 vom Produktionsunternehmen Nippon Columbia veröffentlicht. Dieser enthält 49 Musikstücke von Yūki Hayashi, welche in der ersten Staffel zu hören waren.

| Nr. | Originaltitel                             |
| --- | ----------------------------------------- |
| 1   | Tomie_MANIAC                              |
| 2   | The Strange Hikizuri Siblings: The Seance |
| 3   | Ectoplasm                                 |
| 4   | The Quiet Night                           |
| 5   | The Story of the Mysterious Tunnel        |
| 6   | Cosmic-Ray Observatory                    |
| 7   | Ice Cream Bus                             |
| 8   | Hanging Balloon                           |
| 9   | Four x Four Walls                         |
| 10  | The Sandman's Lair                        |
| 11  | Intruder                                  |
| 12  | Long Hair in the Attic                    |
| 13  | Mold                                      |
| 14  | Library Vision                            |
| 15  | Tomie_MANIAC Inst Ver.                    |
| 16  | The Quiet Night Piano Ver.                |
| 17  | Ice Cream Bus Inst Ver.                   |
| 18  | Ice Cream Bus Slow Ver.                   |
| 19  | Tension Inst Ver.                         |
| 20  | Trailer                                   |
| 21  | Trailer Ver. A                            |
| 22  | Trailer Ver. B                            |
| 23  | Trailer Ver. C                            |
| 24  | Trailer Ver. D                            |
| 25  | Trailer Ver. E                            |
| 26  | Trailer Ver. F                            |
| 27  | Trailer Ver. G                            |
| 28  | Trailer Ver. H                            |
| 29  | Trailer Ver. I                            |
| 30  | Trailer Ver. J                            |
| 31  | Tomb Town                                 |
| 32  | Layers of Terror                          |
| 33  | The Thing that Drifted Ashore             |
| 34  | Tomie・Photo                              |
| 35  | Unendurable Labyrinth                     |
| 36  | The Bully                                 |
| 37  | Alley                                     |
| 38  | Headless Statue                           |
| 39  | Whispering Woman                          |
| 40  | Soichi's Beloved Pet                      |
| 41  | Nightmare                                 |
| 42  | Fear                                      |
| 43  | Tension                                   |
| 44  | Peculiar Legend                           |
| 45  | An Uncanny Place                          |
| 46  | Panic                                     |
| 47  | Layers of Terror Inst Ver.                |
| 48  | Unendurable Labyrinth Inst Ver.           |
| 49  | Free as a Bird                            |